# Cajati
Cajati is een gemeente in de Braziliaanse deelstaat São Paulo. De gemeente telt 28.936 inwoners (schatting 2009).

## Aangrenzende gemeenten
De gemeente grenst aan Barra do Turvo, Eldorado en Jacupiranga.